# Laccaria maritima
Laccaria maritima (Feliks Teodorowicz, 1936 ex Rolf Singer, 1962), din încrengătura Basidiomycota în familia Hydnangiaceae și de genul Laccaria, denumită în popor pâlnioara mării, este o specie de ciuperci comestibile care coabitează, fiind un simbiont micoriza (formează micorize pe rădăcinile arborilor). Această specie foarte pare să se dezvolte și în România, dar, în mod general, numai în regiunea maritimă prin dune și sub pini. La vreme potrivită apare din iunie până în octombrie (noiembrie).
Numele epitetului este derivat din cuvântul latin (latină maritimus=situat la mare, aparținând mării), datorită locului dezvoltării.

## Istoric
Numele binomial Hygrophorus maritimus a fost determinat de micologul polonez Feliks Teodorowicz în volumul 2 al jurnalului Badania Przyrodnicze Pomorskie din 1936 și transferat corect la genul Laccaria sub păstrarea epitetului de micologul german Rolf Singer, de verificat în volumul 15 al jurnalului botanic Sydowia din 1962.
Nu este clar, de ce micologul finlandez Seppo Huhtinen (n. 1956) care a descris specia sub aceiași denumire ca și Singer este listată în majoritatea publicațiilor drept taxon în vigoare al numelui. Probabil a descris soiul mai detaliat.
Mai trebuie menționat, că specia Laccaria trullisata, (Ellis) Peck (1912) asociată și ea pinului, este considerată de către unii specialiști o subspecie pentru Laccaria maritima, dar este o specie de sine stătătoare

## Descriere
- Pălăria: are un diametru de 2-6 (8) cm, este higrofană, destul de subțire, inițial convexă, apoi întinsă cu centrul deprimat, uneori ombilicat. Marginea inițial răsfrântă în jos, devine în vârstă ondulată neregulat. Coloritul cuticulei netede, mate și translucid canelate poate fi brun-portocaliu până la închis brun-roșcat (la bătrânețe câteodată chiar albicios) cu centrul mai închis și marginea adesea decolorată.
- Lamelele: sunt arcuite, groase și ceroase, clar distanțate între ele, neregulat ondulate, cu lamele intermediare scurte și incomplete, bombat aderente și ușor dințat decurente la picior. Coloritul este albicios cu nuanțe de roz, la bătrânețe gri-roz.
- Piciorul: are o înălțime de 3-7 cm și cu o lățime de 0,4-1 cm, este destul de subțire, în tinerețe plin, apoi gol pe dinăuntru, vertical fibros, cilindric, dar adesea îndoit, curbat și fără inel. El este de aceeași culoare cu pălăria, fibrele fiind albicioase. Dezvoltă fire miceliare albicioase la bază.
- Carnea: este subțire în partea pălăriei și fibroasă în cea a piciorului, de colorit palid brun, uneori și deschis brun-roșcat. Mirosul este slab aromatic și gustul plăcut.[3][4]
- Caracteristici microscopice: are spori elipsoidali, neamilozi (nu se decolorează cu reactivi de iod), sub microscopsub microscop hialini (translucizi), presarăți cu  țepi cu un diametru de 0,2-0,5 μm și o lungime de până la 1 µm, având o mărime de 7-9,5 x 6-7,5 microni. Pulberea lor este albă. Basidiile cu 4 sterigme fiecare și o lungime de 8 μm sunt clavate, aproape fusiforme și măsoară 47-54 x 10-12 microni. Hifele bornate au o grosime de 4-8 microni.[10]
- Reacții chimice: nu sunt cunoscute.[3][4]

## Confuzii
Pâlnioara mării se poate confunda în primul rând cu surata ei mai mare Laccaria trullisata precum cu Psathyrella ammophila, bureți care se dezvoltă de asemenea prin nisip în zona de coastă, prim numita de asemenea sub pini, dar preponderent în America de Nord, iar dacă nu se dă seama în cea ce privește zona dezvoltării, de asemenea cu Laccaria amethystina, Laccaria bicolor, Laccaria laccata, Laccaria lateritia sau cu Laccaria proxima, specii cu toate comestibile.

## Specii asemănătoare în imagini

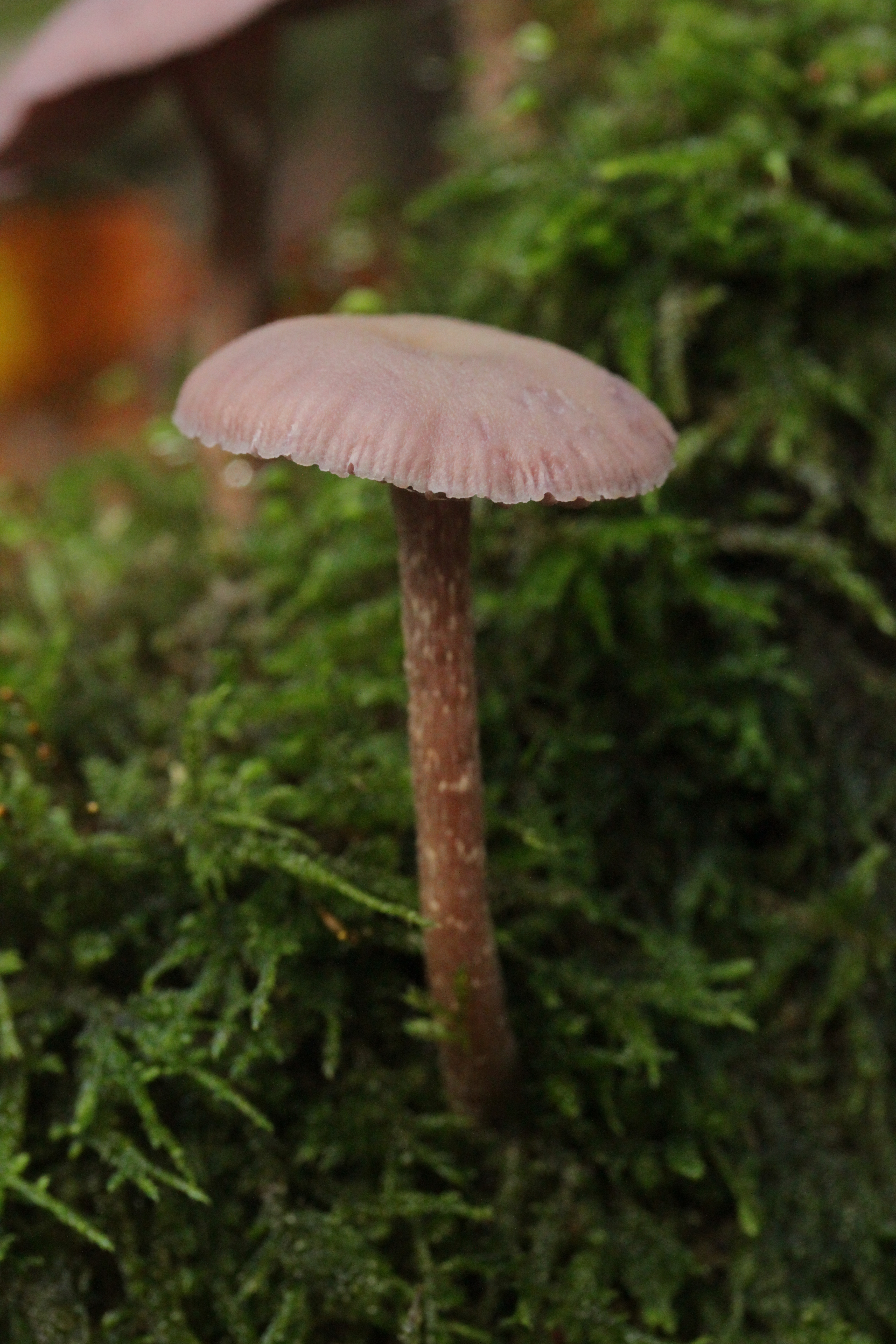
Laccaria amethystina
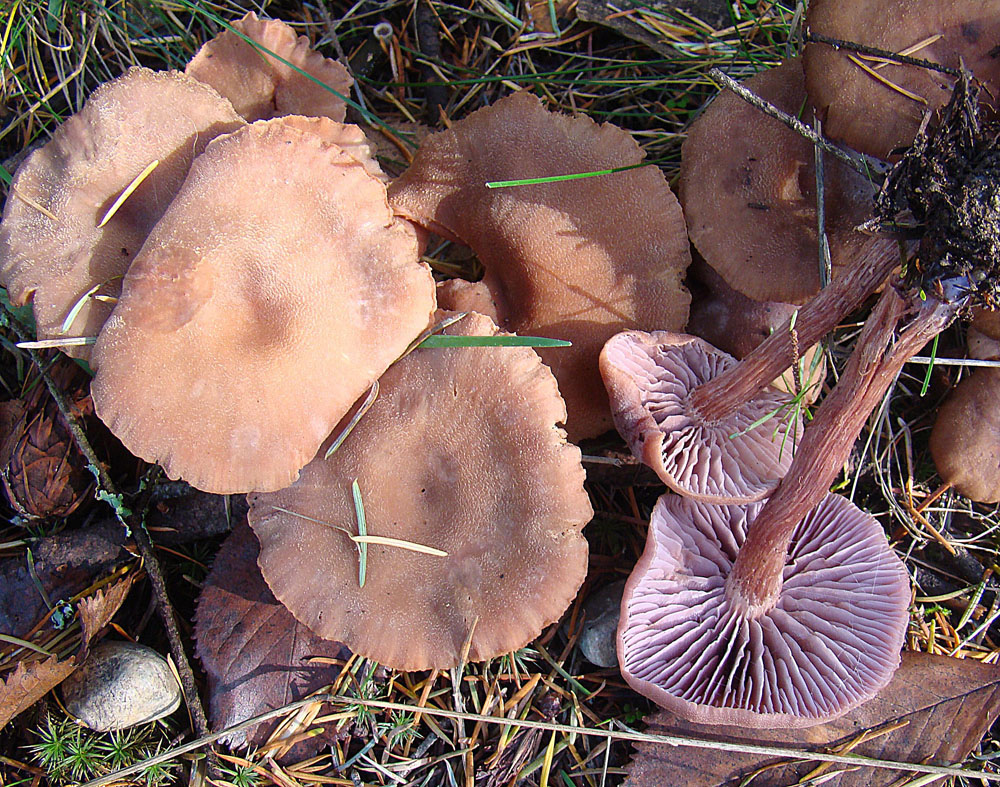
Laccaria bicolor
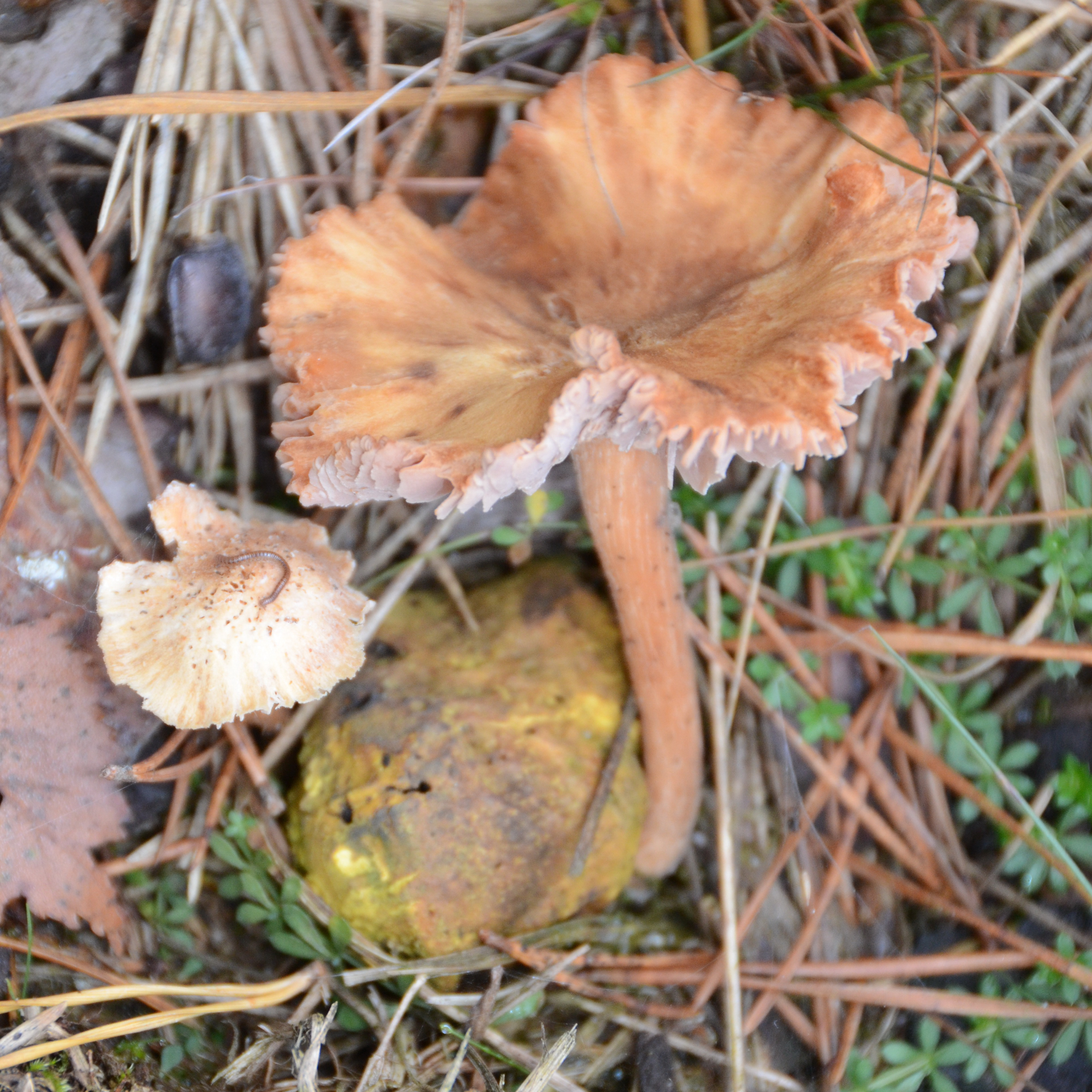
Laccaria laccata
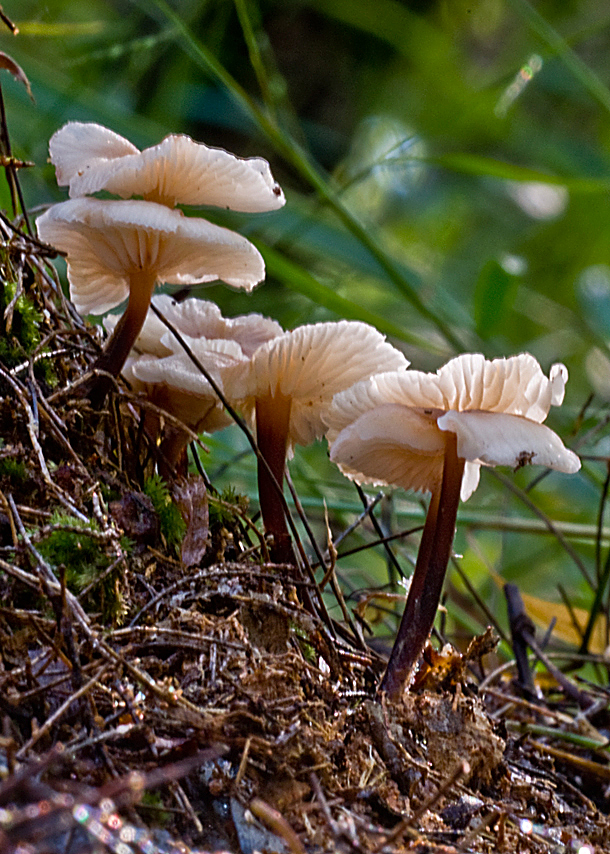
Laccaria lateritia
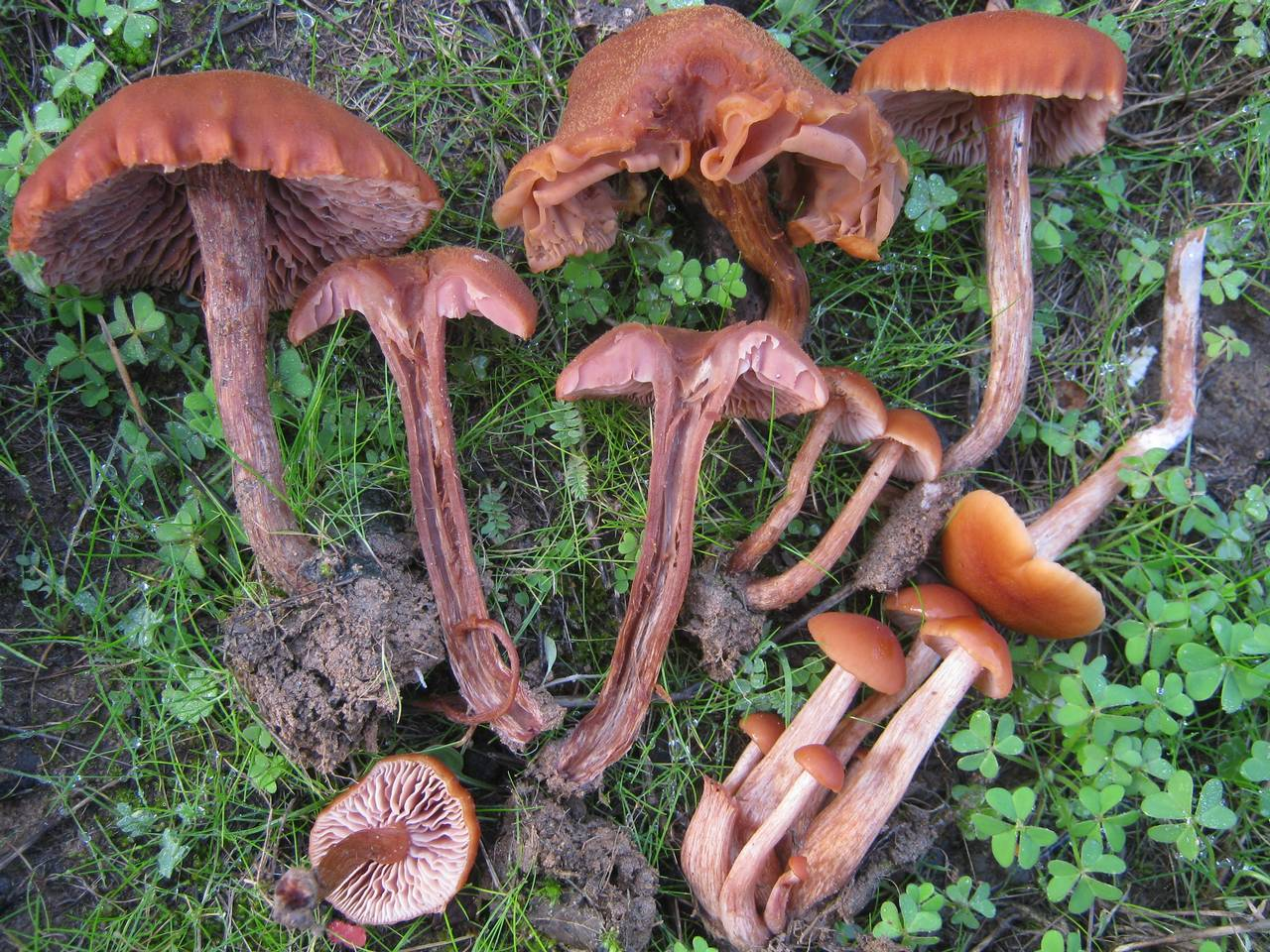
Laccaria proxima
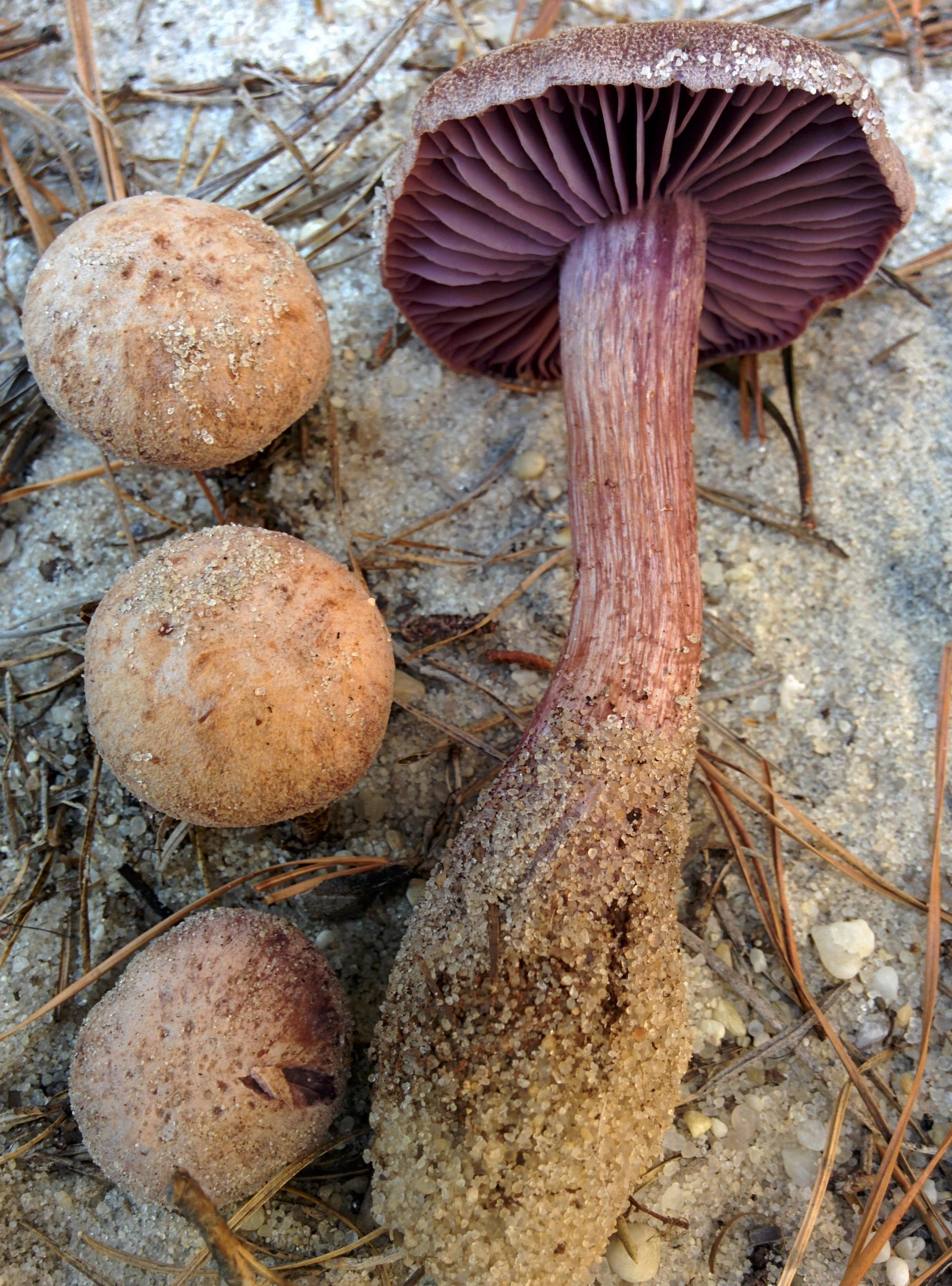
Laccaria trullisata
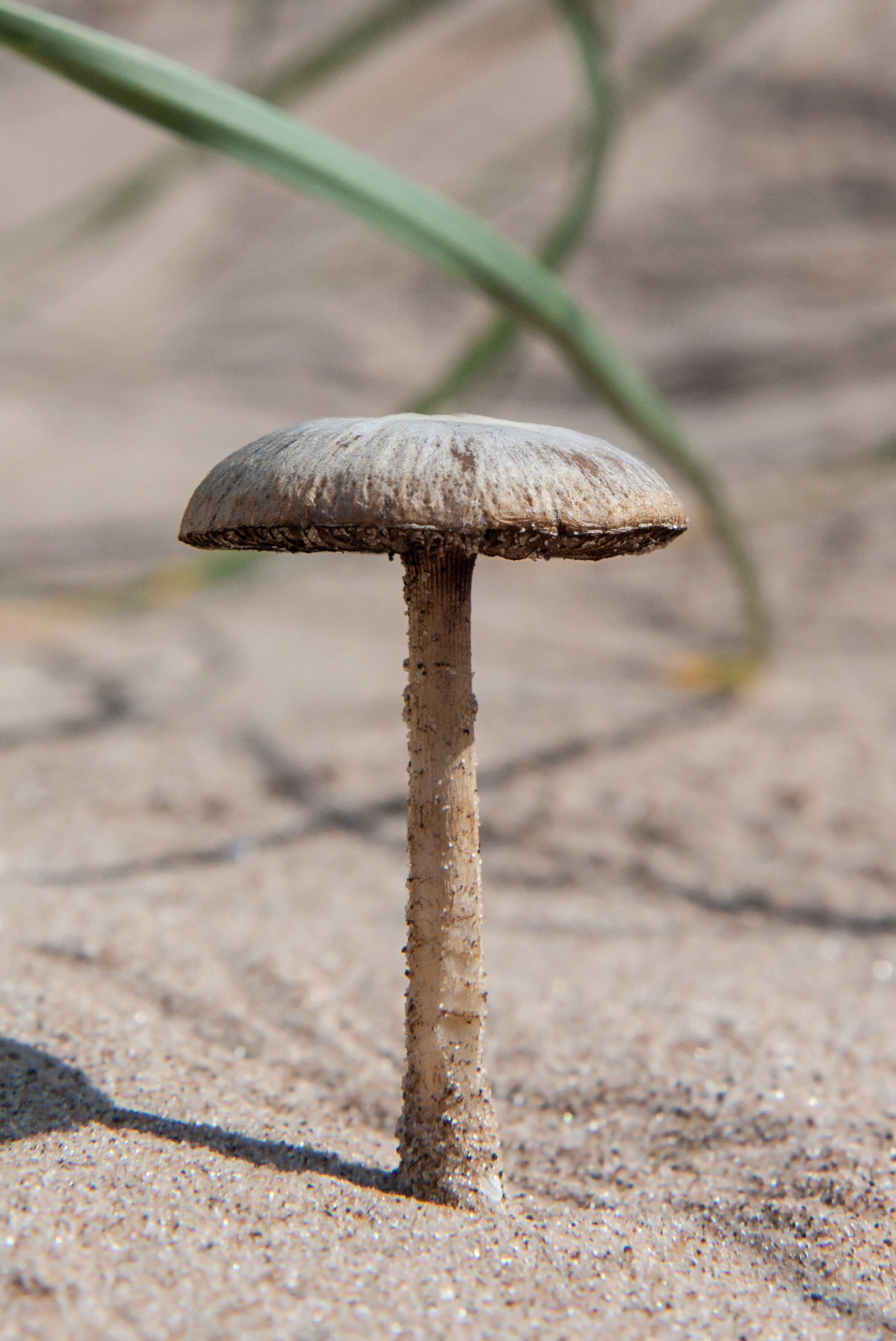
Psathyrella ammophila

## Valorificare
Pâlnioara mării ar fi o ciupercă destul de gustoasă, dar se reușește numai greu de a scoate tot nisipul din ea. Mai departe, specia este foarte rară și ar trebui cruțată. De acea, dacă o găsiți, lăsați-o mai bine la loc.